# Cratere Triesnecker

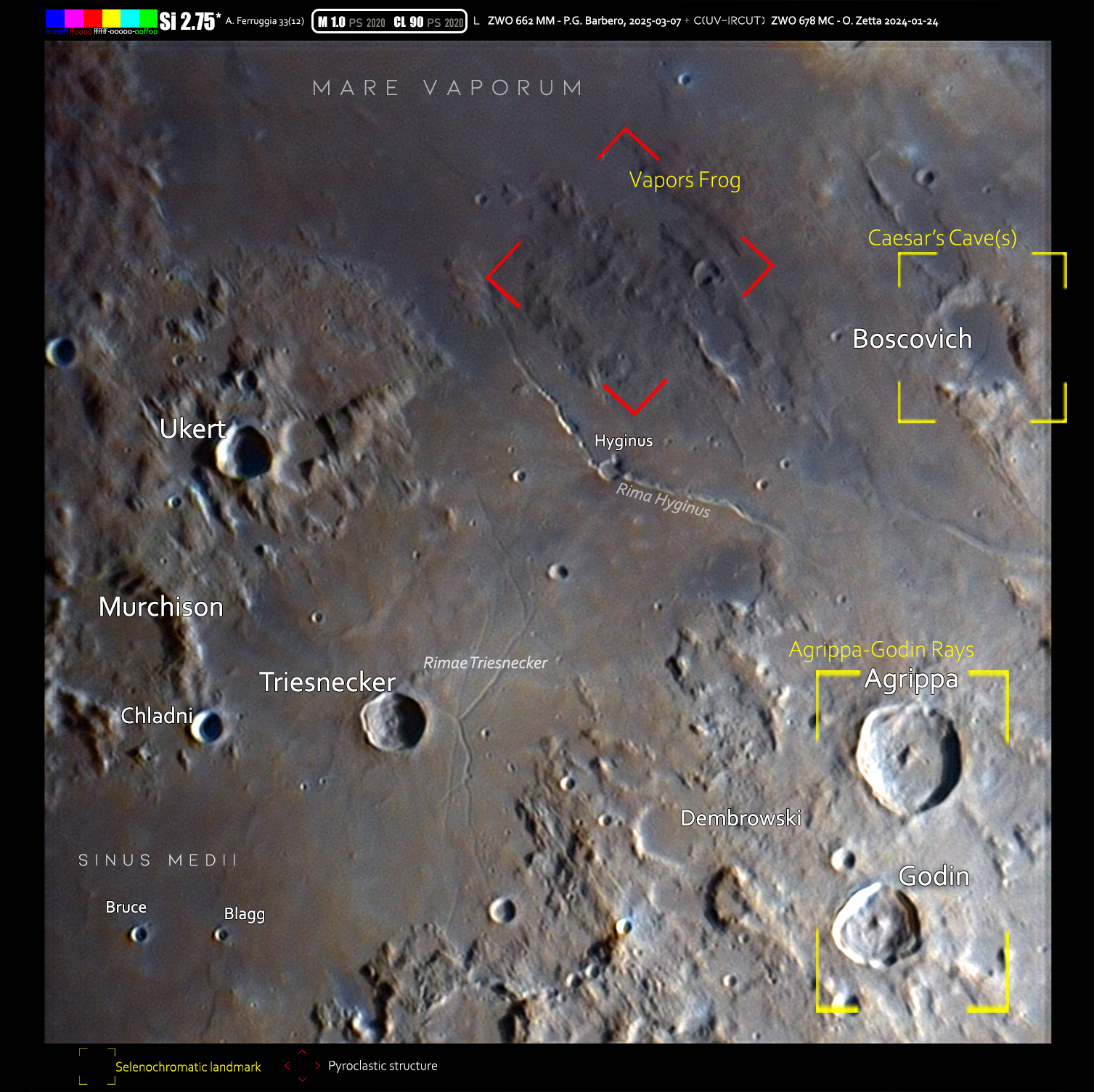
L'area del cratere in immagine Si

Triesnecker è un cratere lunare di 24,97 km situato nella parte nord-orientale della faccia visibile della Luna.